# Взрыв канализации в Оттаве
29 мая 1929 года в результате серии взрывов в канализации Оттавы (Онтарио, Канада) погиб один человек.
Первый взрыв произошел сразу после полудня в районе Золотого треугольника, к западу от канала Ридо. В течение следующих 25 минут серия взрывов произошла по всей длине основной линии канализационной системы. Взрывы сначала двигались на восток под каналом Ридо, а затем продолжились в районе Сэнди-Хилл под Сомерсет-стрит. Пройдя под рекой Ридо, они продолжились вдоль канализационной линии, которая повернула на север на территории современного района Ванье, после чего — далее через Нью-Эдинбург до места слива канализации в реку Оттава.
Взрывы были довольно небольшими, за исключением тех мест, где находились крышки люков: в этих местах доступ к кислороду способствовал разгоранию пламени, прорвавшегося через крышки люков, на улицы города. Сами крышки взлетали высоко в воздух.
Большая часть ущерба от взрывов канализации произошла в тех местах, где канализационные линии были присоединены к менее прочным трубам внутри домов. Взрывы разрушили водопровод во многих жилых подвалах. Помимо материального ущерба, взрывы привели к гибели одного человека и множеству травм.
Причина взрывов не была окончательно определена. Метан естественным образом встречается в канализации, но он никогда не накапливается в концентрациях, достаточно мощных, чтобы вызвать взрывы такого масштаба, как в Оттаве. Оттавская газовая компания активно настаивала на том, что катастрофа не могла быть вызвана состоянием её газопроводов.
В настоящее время считается, что бедствию способствовали заправочные станции и механические мастерские в городе, появившиеся незадолго до взрывов в связи с распространением автомобилей. Хотя по закону все эти мастерские и заправки должны были утилизировать все отработанные масла безопасным способом, никаких проверок не проводилось; сброс отходов в канализацию был обычным явлением. В сочетании с проблемами в конструкции канализационной системы это загрязнение, вероятно, и стало причиной взрывов 1929 года.